# فقهاء التابعين

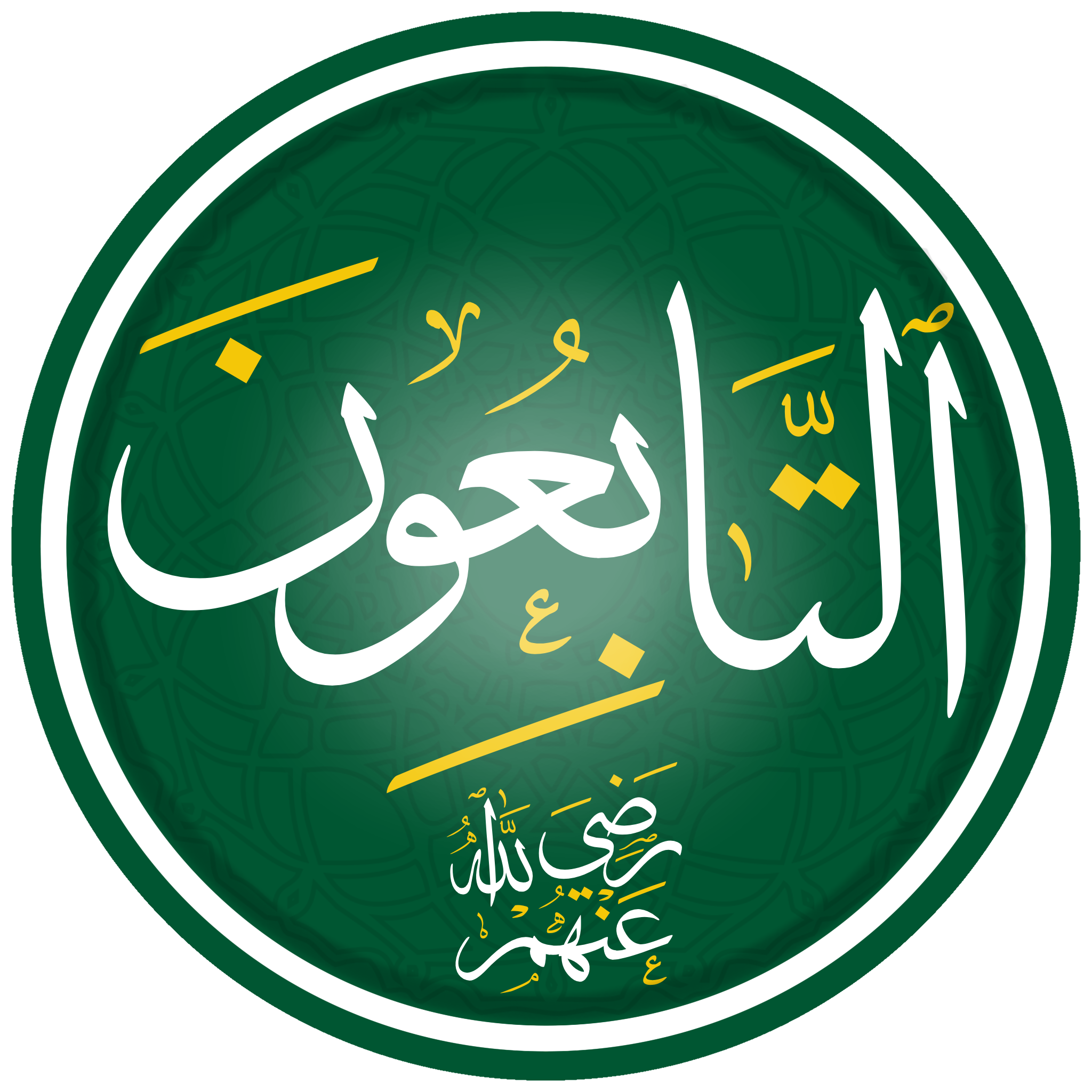
التابعون

فقهاء التابعين هم أئمة أعلام فقهاء التابعين الذين اختصوا بمكانتهم العلمية، وكانت لهم اجتهادات ومذاهب فقهية، وساهموا بدور فاعل في تأسيس المدارس الفقهية. وقد أخذوا عن أعلام الصحابة، وانتقلت إليهم حصيلة مذاهب فقهاء الصحابة. وكانوا مراجع للمسلمين بعد الصحابة للفتوى وللقضاء والتعليم، في الحجاز والعراق واليمن والشام ومصر والجزيرة العربية. وكانت لهم مجهودات علمية في العلوم الشرعية عموما، وفي دراسة الفقه الإسلامي على وجه الخصوص، واشتهروا بعلمهم وفقههم، وبلغوا رتبة الاجتهاد الفقهي.

## توطئة
| قال عبد الرحمن بن زيد بن أسلم: «لما مات العبادلة: عبد الله بن عباس وعبد الله بن الزبير وعبد الله بن عمر وعبد الله بن عمرو بن العاص: صار الفقه في جميع البلدان إلى الموالي: فقيه مكة عطاء، وفقيه اليمن طاوس، وفقيه اليمامة يحيى بن أبي كثير، وفقيه البصرة الحسن، وفقيه الكوفة إبراهيم النخعي، وفقيه الشام مكحول، وفقيه خراسان عطاء الخراساني، إلا المدينة فإن الله تعالى خصها بقرشي فقيه غير مدافع: سعيد بن المسيب.» |
| —طبقات الفقهاء |

فقه التابعين هو امتداد لفقه الصحابة، وفقهاء الصحابة كثيرون لكن اختص من بينهم كبار الفقهاء في طبقتين الأولى: طبقة كبار الصحابة المتقدمين واشتهر منهم: الخلفاء الراشدين: (أبو بكر الصديق وعمر بن الخطاب وعثمان بن عفان وعلي بن أبي طالب) ومن غير الخلفاء: عبد الله بن مسعود وأبو موسى الأشعري وأبي بن كعب ومعاذ بن جبل وزيد بن ثابت أبو الدرداء وعائشة بنت أبي بكر الصديق. وانتقل علم هؤلاء إلى طبقة أخرى من الصحابة هي الطبقة الثانية، واشتهر منها العبادلة وهم أربعة: عبد الله بن العباس وعبد الله بن عمر بن الخطاب وعبد الله بن الزبير بن العوام وعبد الله بن عمرو بن العاص السهمي. وبعد انتهاء حقبة العبادلة كان علم الصحابة قد انتقل إلى التابعين، وصار فقه الصحابة في جميع البلدان إلى فقهاء التابعين واشتهر منهم: فقيه مكة عطاء، وفقيه المدينة سعيد بن المسيب وفقيه اليمن طاوس، وفقيه اليمامة يحيى بن أبي كثير، وفقيه البصرة الحسن، وفقيه الكوفة إبراهيم النخعي، وفقيه الشام مكحول، وفقيه خراسان عطاء الخراساني.

## فقهاء التابعين بحسب الأمصار

### فقهاء التابعين بالمدينة
فقهاء التابعين في المدينة المنورة هم الذين أخذوا العلم عن علماء الصحابة عموما، وانتقل إليهم علم فقهاء الصحابة على وجه الخصوص.

#### الطبقة الأولى
الفقهاء السبعة:
1. سعيد بن المسيب
2. عروة ابن الزبير بن العوام
3. القاسم بن محمد بن أبي بكر الصديق
4. أبو بكر بن عبد الرحمن ابن الحارث بن هشام بن المغيرة المخزومي
5. عبيد الله بن عبد الله بن عتبة بن مسعود ابن أخي عبد الله بن مسعود
6. خارجة ابن زيد بن ثابت
7. سليمان بن يسار مولى ميمونة بنت الحارث. وهو أخو عطاء وعبد الملك وعبد الله بني يسار. ويسمى هؤلاء فقهاء المدينة السبعة، وذكر عبيد الله بن عبد الله ابن عتبة الستة وهو سابعهم في شعر له بقوله:

قال أبو الزناد: كان يعد فقهاء المدينة أربعة: سعيد بن المسيب وعبد الملك بن مروان وعروة بن الزبير وقبيصة ابن ذؤيب. 
وقال أبو الزناد: كان يعد فقهاء المدينة أربعة: سعيد وعبد الملك وعروة وقبيصة.
ومن فقهاء المدينة المنورة من التابعين غير هؤلاء السبعة:
1. سالم بن عبد الله بن عمر بن الخطاب.[^ 1]
2. أبو سلمة ابن عبد الرحمن بن عوف الزهري
3. محمد بن علي بن أبي طالب
4. قبيصة بن ذؤيب ابن عمرو الخزاعي.
5. عبد الملك بن مروان.[^ 2]

#### الطبقة الثانية
1. علي بن الحسين بن علي بن أبي طالب
2. أبو محمد الحسن بن محمد بن الحنفية
3. أبو بكر محمد بن مسلم بن عبيد الله ابن شهاب الزهري
4. عمر بن عبد العزيز بن مروان بن الحكم بن أبي العاص ابن أمية الأموي
5. محمد بن علي بن الحسين ابن علي بن أبي طالب
6. جعفر بن محمد بن علي بن الحسين بن علي بن ابي طالب
7. ربيعة بن أبي عبد الرحمن
8. أبو الزناد (عبد الله بن ذكوان)
9. عبد الله بن زيد بن هرمز
10. أبو سعيد يحيى بن سعيد بن قيس الأنصاري

#### الطبقة الثالثة
1. أبو الحارث محمد بن عبد الرحمن بن المغيرة بن الحارث ابن أبي ذئب القرشي
2. أبو عبد الله عبد العزيز بن عبد الله بن أبي سلمة الماجشون
3. أبو بكر بن عبد الله بن محمد بن أبي سبرة القرشي.
4. كثير بن فرقد المدني.[2]
5. أبو عبد الله مالك بن أنس الأصبحي.

### فقهاء التابعين بمكة
1. عطاء بن أبي رباح
2. أبو الحجاج مجاهد بن جبر
3. عبد الله بن عبيد الله ابن أبي مليكة التيمي
4. عمرو بن دينار
5. عكرمة مولى ابن عباس

#### الطبقة الثانية
ثم انتقل الفقه إلى طبقة ثانية منهم:
1. أبو يسار عبد الله ابن أبي نجيح المكي.
2. عبد الملك بن عبد العزيز ابن جريج من تابعي التابعين.

#### الطبقة الثالثة
ثم انتقل الفقه إلى طبقة ثالثة ومنهم:
1. مسلم بن خالد الزنجي وكان يقال له الزنجي لحمرته، وكان مفتي مكة بعد ابن جريج، وعنه أخذ الشافعي الفقه.

#### الطبقة الرابعة
ثم انتقل الفقه إلى طبقة رابعة ومنهم:
1. محمد بن إدريس الشافعي مؤسس أحد المذاهب الأربعة.

#### الطبقة الخامسة
ثم انتقل الفقه إلى طبقة خامسة ومنهم:
1. سفيان بن عيينة من تابعي التابعين.

### فقهاء التابعين باليمن
1. طاوس بن كيسان اليماني
2. عطاء بن مركبوذ[3][4]
3. أبو الأشعث شراحيل بن شرحبيل الصنعاني،[5] نزل دمشق ومات بها.
4. حنش بن عبد الله الصنعاني
5. أبو عبد الله وهب بن منبه

### فقهاء التابعين بالشام والجزيرة
1. أبو إدريس عائذ الله بن عبد الله الخولاني، تابعي (وُلِد 8 هـ - توفي 80 هـ)
2. شهر بن حوشب الأشعري من أعلام التابعين.

#### الطبقة الثانية
ثم انتقل الفقه إلى طبقة ثانية ومنهم:
- عبد الله بن أبي زكريا، تابعي (توفي  عام 117 هـ).[6][7][8]
- هاني بن كلثوم من أعلام التابعين.[9]
- رجاء بن حيوة الكندي من أعلام التابعين توفي عام: 112 هـ.
- مكحول بن عبد الله من أعلام التابعين توفي عام 100 هـ وبضعة  عشرة.[10] ومنهم: أبو أيوب سليمان بن موسى أبو الربيع الأشدق،[11] توفي بالشام سنة 119 هـ.[12]

#### الطبقة الثالثة
ثم انتقلت الفتوى بالشام إلى أبي عمرو عبد الرحمن بن عمرو بن يحمد الأوزاعي توفي عام: 157 هـ. ومن فقهاء الشام مع الأوزاعي: أبو محمد سعيد بن عبد العزيز ابن أبي يحيى التنوخي، توفي عام: 167 هـ.  ومنهم:
- يزيد بن يزيد بن جابر الأزدي توفي عام: 134 هـ.[15] وأخوه:
- عبد الرحمن بن يزيد بن جابر توفي عام: 154 هـ.[16]
- أبو الهذيل محمد بن الوليد بن عامر الزبيدي، توفي عام: 158 هـ كما في طبقات ابن سعد، وقيل عام: 146 هـ أو 147 هـ.[17]
- يحيى بن يحيى الغساني توفي عام: 135 هـ، وكان مفتي أهل دمشق. وثبتت الفتيا بالشام على مذهب الأوزاعي وسعيد بن عبد العزيز.[18]

#### من التابعين بالجزيرة
أبو أيوب ميمون بن مهران، من أعلام التابعين، توفي عام: 116 هـ أو 117 هـ.

### فقهاء التابعين بمصر
فقهاء التابعين بمصر «الطبقة الأولى»
- أبو عبد الله عبد الرحمن بن عسيلة الصنابحي وهو من أئمة التابعين بمصر، أدرك زمن النبوة لكن لم تكتب له صحبة. قدم المدينة المنورة وصلى خلف أبي بكر الصديق وروى عنه وعن عمر، يعد من أصحاب أبي بكر وعمر. توفي بدمشق في زمن خلافة عبد الملك بن مروان.
- أبو تميم عبد الله بن مالك الجيشاني، وهو من أصحاب عمر.[19] المتوفى عام: 77 هـ أو 78 هـ، واسمه عبد الله بن مالك بن أبي الأسحم، قال ابن سعد: مات قديما سنة سبع أو ثمان وسبعين في خلافة عبد الملك بن مروان.[20]

ثم انتقل إلى طبقة أخرى منهم:
- أبو الخير مرثد بن عبد الله اليزني،[21] قاضي الإسكندرية، عالم الديار المصرية ومفتيها، كانت وفاته عام: 90 هـ. أخذ عنه:
- أبو رجاء يزيد بن أبي حبيب مولى بني عامر بن لؤي القرشي.[22] مفتي الديار المصرية، ولد بعد سنة 50 هـ، وتوفي عام: 128 هـ.[23] وكان ممن انتقل إليه الفقه:
- بكير بن عبد الله بن الأشج من صغار التابعين.
- أبو أمية عمرو بن الحارث ولد بعد عام 90 هـ، وتوفي عام: 147 هـ أو 148هـ.

ثم انتهى علم هؤلاء إلى أبي الحارث الليث بن سعد بن عبد الرحمن. قال الليث: كتبت من علم ابن شهاب علما كثيرا وطلبت ركوب البريد إليه إلى الرصافة فخفت أن لا يكون ذلك لله فتركت ذلك. وقال الشافعي: الليث أفقه من مالك إلا أن أصحابه لم يقوموا به. وكان ابن وهب يقرأ عليه مسائل الليث فمرت به مسألة فقال رجل من الغرباء: أحسن والله الليث كأنه كان يسمع مالكا يجيب فيجيب، فقال ابن وهب للرجل: بل كان مالك يسمع الليث يجيب فيجيب، والله الذي لا إله إلا هو ما رأينا أحدا قط أفقه من الليث.

### فقهاء التابعين بالكوفة
فقهاء التابعين بالكوفة هم الذين انتقل إليهم علم الصحابة وأخذوا فقه ابن مسعود وغيره من فقهاء الصحابة. ومن فقهاء التابعين بالكوفة:
1. أبو شبل علقمة بن قيس بن عبد الله بن علقمة النخعي

وهو عم الأسود بن يزيد وعبد الرحمن بن يزيد وهو خال إبراهيم النخعي. قال قابوس بن أبي ظبيان: قلت لأبي: كيف تأتي علقمة وتدع أصحاب محمد صلى الله عليه وسلم. قال: يا بني إن أصحاب محمد صلى الله عليه وسلم كانوا يسألونه. وقال أبو الهذيل: قلت لإبراهيم: علقمة كان أفضل أو الأسود، قال: علقمة. وقد شهد صفين.
1. أبو عمرو ويقال أبو عبد الرحمن الأسود بن يزيد بن قيس النخعي، أخو عبد الرحمن بن يزيد وابن أخي علقمة
2. أبو عائشة مسروق بن الأجدع بن مالك الهمداني
3. أبو مسلم ويقال أبو عمرو عبيدة بن عمرو السلماني المرادي الهمداني، وعند ابن سعد عبيدة بن قيس
4. أبو أمية شريح بن الحارث القاضي
5. الحارث الأعور[25]

وهؤلاء الستة المذكورون هم أصحاب عبد الله بن مسعود. قال سعيد بن جبير: كان أصحاب عبد الله سرج هذه القرية، وقال فيهم الشاعر:
وله جماعة من غير هؤلاء من الأصحاب قال الشعبي: «ما كان من أصحاب رسول الله ﷺ أفقه صاحبا من عبد الله بن مسعود». وقال إبراهيم التيمي: كان فينا ستون شيخا من أصحاب عبد الله.

#### الطبقة الثانية
ثم انتقل الفقه إلى طبقة أخرى من فقهاء التابعين بالكوفة منهم:
- أبو عمرو عامر بن شراحيل بن عبد الشعبي قال الزهري: العلماء أربعة: سعيد بن المسيب بالمدينة وعامر الشعبي بالكوفة والحسن بن أبي الحسن البصري بالبصرة ومكحول بالشام. وقال أشعث بن سوار: نعى إلينا الحسن البصري الشعبي فقال: كان والله فيما علمت كثير العلم عظيم الحلم قديم السلم، من الإسلام بمكان.[26]
- أبو عبد الله سعيد بن جبير بن هشام، مولى والبة بن الحارث من بني أسد. قال سعيد: سأل رجل ابن عمر عن فريضة فقال: سل سعيد بن جبير فإنه يعلم منها ما أعلم ولكنه أحسب مني. وكان ابن عباس إذا أتاه أهل الكوفة يسألونه يقول: يسألوني وفيهم ابن أم دهماء؟ يعني سعيدا.

وقال خصيف: كان أعلمهم بالطلاق سعيد بن المسيب، وأعلمهم بالحج عطاء، وأعلمهم بالحلال والحرام طاوس، وأعلمهم بالتفسير مجاهد، وأجمعهم لذلك كله سعيد بن جبير.
- أبو عمران إبراهيم بن يزيد بن الأسود بن عمرو بن ربيعة النخعي. قال الشعبي حين بلغة موت إبراهيم: أهلك الرجل؟ قيل: نعم، قال: لو قلت أنعي العلم، ما خلف بعده مثله، والعجب له حين يفضل ابن جبير على نفسه وسأخبركم عن ذلك: أنه نشأ في أهل بيت فقه فأخذ فقههم ثم جالسنا فأخذ صفو حديثنا إلى فقه أهل بيته فمن كان مثله؟.[27]

#### الطبقة الثالثة
ثم انتقل الفقه إلى طبقة أخرى منهم:
- الحكم بن عتيبة يعد من التابعين،[28]
- أبو إسماعيل حماد بن أبي سليمان من التابعين،، مولى إبراهيم بن أبي موسى الأشعري. تفقه بإبراهيم. أخذ أبو حنيفة عنه الفقه.
- أبو يحيى حبيب بن أبي ثابت.  من التابعين، قال أبو بكر ابن عياش: ثلاثة ليس لهم رابع: حبيب بن أبي ثابت والحكم ابن عتيبة وحماد بن أبي سليمان.
- الحارث بن يزيد العكلي،[29][30]
- أبو هاشم[31] المغيرة بن مقسم الضبي مولى لبني ضبة راوية إبراهيم، وأبو معشر زياد بن كليب [32] والقعقاع بن يزيد،[33][34][35] والأعمش،[36] ومنصور بن المعتمر،[37] أخذوا العلم عن الشعبي، والنخعي.[38] قال فضل: كنا نجلس أنا وابن شبرمة والحارث العكلي والمغيرة والقعقاع بن يزيد بالليل نتذاكر الفقه فربما لم نقم حتى نسمع النداء لصلاة الفجر.
- أبو شبرمة عبد الله بن شبرمة
- محمد بن عبد الرحمن بن أبي ليلى قاضي الكوفة، تفقه بالشعبي والحكم بن عتيبة وأخذ عنه الفقه سفيان بن سعيد الثوري والحسن بن صالح بن حي. وقال سفيان الثوري: فقهاؤنا ابن أبي ليلى وابن شبرمة. وقال ابن أبي ليلى: دخلت على عطاء فجعل يسألني، فأنكر بعض من عنده وكلمه في ذلك فقال: هو أعلم مني.

ثم حصل الفقه والفتيا في: أبي عبد الله سفيان بن سعيد بن مسروق الثوري
سفيان الثوري. قال عبد الله بن المبارك: لا نعلم على وجه الأرض أعلم من سفيان. وقال علي بن المديني: سالت يحيى -يعني ابن سعيد- فقلت: أيما أحب إليك: رأي مالك أو رأي سفيان؟ فقال: سفيان، لا نشك في هذا، ثم قال يحيى: وسفيان فوق مالك في كل شيء. وقال أبو أسامة: كان عمر بن الخطاب في زمانه رأس الناس وهو جامع، وكان بعده ابن عباس، وكان بعده الشعبي في زمانه، وكان بعد الشعبي في زمانه سفيان، وكان بعد الثوري في زمانه يحيى بن آدم.
ونقل عنه أبو إسحاق إبراهيم بن محمد الفزاري وعبد الله بن المبارك وحسان بن عبيد وزيد بن أبي الزرقاء ووكيع والحسين بن حفص ومحمد بن يوسف الفريابي ومحمد بن عبد الوهاب القناد والقاسم بن يزيد الجرمي.
- أبو عبد الله الحسن بن صالح بن حي بن مسلم بن حيان الهمداني[40][41]
- أبو عبد الله شريك بن عبد الله بن أبي شريك النخعي. ولي القضاء بالكوفة ثم بالأهواز. قال سفيان بن عيينة: ما أدركت بالكوفة أحضر جوابا من شريك بن عبد الله.
- أبو حنيفة النعمان بن ثابت بن زوطا بن ماه، مولى لتيم الله ابن ثعلبة. [^ 3] أخذ الفقه عن حماد بن أبي سليمان راوية إبراهيم وقد كان في أيامه أربعة من الصحابة: أنس بن مالك وعبد الله بن أبي أوفى الأنصاري وأبو الطفيل عامر ين واثلة وسهل بن سعد الساعدي وجماعة من التابعين كالشعبي والنخعي وعلي بن الحسين وغيرهم، ولم يأخذ أبو حنيفة عن أحد منهم، وقد أخذ عنه خلق كثير.[42]

### فقهاء التابعين بالبصرة
- أبو سعيد الحسن بن أبي الحسن البصري

واسم أبي الحسن يسار. سئل أنس بن مالك عن مسألة فقال: سلوا مولانا الحسن فإنه سمع وسمعنا فحفظ ونسينا. ذكر أبو إسحاق الشيرازي نبذة من أقوال العلماء فيه منها:  قال أبو قتادة العدوي: الزموا هذا الشيخ -يعني الحسن- فما رأيت أحدا أشبه رأيا بعمر بن الخطاب منه. وروى بلال بن أبي بردة قال: سمعت أبي يقول: «والله لقد أدركت أصحاب محمد ﷺ فما رأيت أحدا أشبه بأصحاب محمد ﷺ من هذا الشيخ -يعني الحسن-» وقال علي بن زيد: «أدركت عروة بن الزبير وسعيد بن المسيب ويحيى بن جعدة والقاسم بن محمد وسالما في آخرين فلم أر مثل الحسن، ولو أن الحسن أدرك أصحاب رسول الله ﷺ وهو رجل لاحتاجوا إلى رأيه».
ومنهم:
- أبو الشعثاء جابر بن زيد الأزدي، روى عمرو بن دينار عن ابن عباس أنه قال: لو أن أهل البصرة سألوا جابر بن زيد عما في كتاب الله ثم نزلوا عند قوله وسعهم، أو قال: كفاهم. وقال عمرو بن دينار: ما رأيت أحدا أعلم من أبي الشعثاء.

ومن فقهاء التابعين بالبصرة:
- أبو بكر محمد بن سيرين مولى أنس بن مالك

كان الشعبي يقول: عليكم بذاك الرجل الأصم يعني: محمد بن سيرين.
ومنهم:
- أبو العالية رفيع بن مهران الرياحي البصري.

ذكر الحسن لأبي العالية فقال: رجل مسلم يأمر بالمعروف وينهى عن المنكر وأدركنا الخير وتعلمنا قبل أن يولد الحسن. وقال مغيرة: كانوا يقولون: أشبه رجل بالبصرة علما بإبراهيم أبو العالية.
ومنهم
- حميد بن عبد الرحمن الحميري، قال محمد بن سيرين: كان حميد بن عبد الرحمن أفقه أهل البصرة قبل أن يموت بعشر سنين.

ومنهم:
- أبو عبد الله مسلم بن يسار، قال قتادة: كان مسلم بن يسار يعد خامس خمسة من فقهاء أهل البصرة. وقال ابن عون: أدركت هذا المسجد وما فيه حلقة يذكر فيها الفقه إلا حلقة مسلم بن يسار.[44] ومنهم:
- أبو قلابة عبد الله بن زيد بن عمرو الجرمي الأزدي.

#### طبقة أخرى
ثم انتقل الفقه إلى طبقة أخرى منهم:
- أبو الخطاب قتادة بن دعامة السدوسي، قال معمر: قلت للزهري: أقتادة أعلم أن مكحول؟ قال لا بل قتادة، ما كان عند مكحول إلا شيء يسير. وقال معمر: لم أر من هؤلاء أفقه من الزهري وحماد وقتادة. وروي عن قتادة أنه أقام عند سعيد بن المسيب ثمانية أيام فقال له في اليوم الثامن: ارتحل يا أعمى فقد أنزفتني.
- أبو بكر أيوب بن أبي تميمة السختياني، قال هشام بن عروة: ما رأيت بالبصرة مثل ذاك السختياني. وقال شعبة: أيوب سيد الفقهاء. وأخذ عنه مالك وسفيان الثوري وغيرهما.[45]
- أبو عبد الله يونس بن عبيد مولى عبد القيس

كان أصله من الكوفة.
- أبو عون عبد الله بن عون بن أرطبان.[46]
- أبو هانئ أشعث بن عبد الملك الحمراني. وهو من أصحاب الحسن البصري.
- إسماعيل بن مسلم المكي. وهو من أهل البصرة نزل مكة، وهو من أصحاب الحسن البصري.
- هشام الدستوائي. وهو من أصحاب الحسن وابن سيرين.
- داود بن أبي هند: أخذ عن الحسن البصري وابن سيرين وسعيد ابن المسيب والشعبي.
- حميد بن تيرويه الطويل.[47]

ثم بعد هؤلاء: 
- أبو عمرو عثمان بن سليمان البتي.[48] من أهل الكوفة وانتقل إلى البصرة ومات سنة ثلاث وأربعين ومائة. أخذ عن الحسن.

ثم:
- سوار بن عبد الله القاضي

ثم بعد هؤلاء:
- عبيد الله بن الحسن بن الحصين العنبري

ثم بعد هؤلاء:
- أبو سعيد عبد الرحمن بن مهدي بن حسان العنبري.

### فقهاء بغداد
- أبو عبد الله أحمد بن محمد بن حنبل بن هلال الشيباني.

قال قتيبة بن سعيد: لو أدرك أحمد بن حنبل عصر الثوري ومالك والأوزاعي والليث بن سعد لكان هو المقدم، فقيل لقتيبة: تضم أحمد إلى التابعين؟ قال: إلى كبار التابعين. قال أبو ثور: أحمد بن حنبل علم وأفقه من الثوري.
- أبو ثور إبراهيم بن خالد بن أبي اليمان الكلبي

البغدادي: أخذ الفقه عن الشافعي. مات سنة أربعين ومائتين. وقال أحمد بن حنبل وقد سئل عن مسألة: سل الفقهاء، سل أبا ثور. وقال أحمد: أعرفه بالسنة منذ خمسين سنة هو عندي في مسلاخ سفيان الثوري.
- أبو عبيد القاسم بن سلام البغدادي.

قال إبراهيم الحربي: كان أبو عبيد كأنه جبل نفخ فيه الروح يحسن كل شيء. وولي القضاء بطرسوس ثماني عشرة سنة ومات بمكة.
- أبو سليمان داود بن علي بن خلف الأصفهاني.

أخذ العلم عن إسحاق بن راهويه وأبي ثور وكان زاهدا متقللا. قال أبو العباس أحمد بن يحيى ثعلب: كان داود عقله أكثر من علمه. ثم
- أبو جعفر محمد بن جرير بن يزيد الطبري.

### فقهاء خراسان
منهم:
- عطاء بن أبي مسلم الخراساني.
- أبو القاسم الضحاك بن مزاحم الهلالي. من أهل بلخ.[51]
- أبو عبد الرحمن عبد الله بن المبارك المروزي مولى بني حنظلة.

تفقه بسفيان ومالك، وكان فقيها زاهدا. وروي أنه لما نعي إلى سفيان بن عيينة قال: رحمه الله لقد كان فقيها عالما عابدا زاهدا منتجبا. وقال عبد الرحمن بن مهدي: الأئمة أربعة: سفيان الثوري ومالك وحماد بن زيد وابن المبارك.
- أبو يعقوب إسحاق بن إبراهيم بن مخلد الحنظلي المروزي المعروف (بابن راهويه). جمع بين الحديث والفقه والورع، سكن نيسابور ومات بها سنة ثمان وثلاثين ومائتين. وسئل عنه أحمد بن حنبل فقال: ومن مثل إسحاق، إسحاق يسأل عنه؟ وقال أيضا: إسحاق عندنا إمام من أئمة المسلمين وما عبر الجسر أحد أفقه من إسحاق. وقال إسحاق: أحفظ سبعين ألف حديث، وأذاكر بمائة ألف حديث، وما سمعت شيئا قط إلا حفظته، ولا حفظت شيئا قط فنسيته.[52][53]

## الفقهاء حسب البلدان

### فقهاء التابعين بالكوفة
- أبو عبد الله شريك بن عبد الله بن أبي شريك النخعي.
- أبو حنيفة النعمان بن ثابت بن زوطا بن ماه، مولى لتيم الله ابن ثعلبة.[42]

### فقهاء التابعين بالبصرة
- أبو سعيد الحسن بن أبي الحسن البصري.[43]
- أبو الشعثاء جابر بن زيد الأزدي.
- أبو بكر محمد بن سيرين مولى أنس بن مالك.
- أبو العالية رفيع بن مهران الرياحي البصري.
- حميد بن عبد الرحمن الحميري
- أبو عبد الله مسلم بن يسار.[44]
- أبو قلابة عبد الله بن زيد بن عمرو الجرمي الأزدي

#### طبقة أخرى
ثم انتقل الفقه إلى طبقة أخرى منهم:
- أبو الخطاب قتادة بن دعامة السدوسي.
- أبو بكر أيوب بن أبي تميمة السختياني.[45]
- أبو عبد الله يونس بن عبيد.
- أبو عون عبد الله بن عون بن أرطبان.
- أبو هانئ أشعث بن عبد الملك الحمراني.
- إسماعيل بن مسلم المكي.
- هشام الدستوائي.
- داود بن أبي هند.
- حميد بن تيرويه الطويل.[47]

ثم بعد هؤلاء: 
- أبو عمرو عثمان بن سليمان البتي.[48]

ثم:
- سوار بن عبد الله القاضي

ثم بعد هؤلاء 
- عبيد الله بن الحسن بن الحصين العنبري

ثم بعد هؤلاء:
- أبو سعيد عبد الرحمن بن مهدي بن حسان العنبري.

### فقهاء بغداد
منهم:
- أبو عبد الله أحمد بن محمد بن حنبل بن هلال الشيباني.[49]
- أبو ثور إبراهيم بن خالد بن أبي اليمان الكلبي

البغدادي.
- أبو عبيد القاسم بن سلام البغدادي.
- أبو سليمان داود بن علي بن خلف الأصفهاني.[50]

ثم
- أبو جعفر محمد بن جرير بن يزيد الطبري.

### فقهاء خراسان
- عطاء بن أبي مسلم الخراساني.
- أبو القاسم الضحاك بن مزاحم الهلالي.
- أبو عبد الرحمن عبد الله بن المبارك المروزي.
- أبو يعقوب إسحاق بن إبراهيم بن مخلد الحنظلي المروزي المعروف (بابن راهويه)

|   |
| — |

## قسم

### هوامش وملاحظات
1. ↑  عده بعض العلماء واحدا من الفقهاء السبعة، بدل أبي بكر بن عبد الرحمن. وكان عبد الله بن المبارك يقول: فقهاء المدينة سبعة، فذكر هؤلاء وذكر فيهم سالم بن عبد الله، ولم يذكر أبا بكر بن عبد الرحمن بن الحارث ابن هشام.
2. ↑  هو: عبد الملك بن مروان بن الحكم بن أبي العاص بن أمية ابن عبد شمس بن عبد مناف.
3. ↑  (80؛ 150) قال الشافعي: قيل لمالك: هل رأيت أبا حنيفة؟ قال: نعم، رأيت رجلا لو كلمك في هذه السارية أن يجعلها ذهبا لقام بحجته. وروى حرملة عن الشافعي قال: من أراد الحديث الصحيح فعليه بمالك، ومن أراد الجدل فعليه بأبي حنيفة، ومن أراد التفسير فعليه بمقاتل بن سليمان. وروى حرملة أيضا قال: سمعت الشافعي يقول: من أراد أن يتبحر في الفقه فهو عيال على أبي حنيفة.
4. ↑  وروي أن أم الحسن البصري كانت خادمة لأم سلمة وربما بعثتها في حاجة فيبكي الحسن فتناوله ثديها، فنال بركة البيت النبوي. وروي أن أم سلمة أخرجته إلى عمر فدعا له فقال: اللهم فقهه في الدين وحببه إلى الناس.

1.... هـ